# 北回归线

圖中穿越世界地圖的紅色線即北迴歸線

北回归线（英語：Tropic of Cancer），是太陽在北半球能够垂直射到的离赤道最远的位置点，将該點之緯度線便叫「北回歸線」，在西元2018年，其位置约在北纬23°26′10.5。相反，南纬23°26′10.5″則為「南回歸線」。
地球自转會造成晝夜更替，但地球之自转轴与地球繞太陽之公轉軸並非平行，而是呈「黄赤交角」。因此，地球公轉時，太陽直射点并非一直正對著赤道，而是在一年之中，太陽直射在地球表面之位置不斷變換，在北回歸線和南回歸線之間移動，才形成了四季更迭，每年北半球春分（3月21日左右）太阳直射点位于赤道，之后向北移，於夏至（6月22日左右）到达约北纬23°26′，隨后便转向南移，於秋分（9月23日左右）回到赤道，并继续南移，於冬至（12月22日左右）到达南纬23°26′，隨后再度轉向北移动，于次年春分再度回到赤道。所以太阳直射点就像是在到达北回归线和南回归线之後，立即掉头往赤道的位置迴返。無論北半球或者南半球，只要每日接受太陽直接照射的時間比較長，就是該半球區域的夏季。北回歸線就是北半球能夠受到太陽直射的緯度上限，具有重要科學和人文意義，因為地球大部分位於海平面以上的陸地都集中在北半球，所以北回歸線與人類接觸更顯緊密，它是北溫帶與熱帶的分界線。
二千多年前西方人观测到北回归线时，北半球夏至日位置正处在天空中黄道十二宫的巨蟹宮（Cancer）方位，从此回归远处，故称“巨蟹座回归线”（Tropic of Cancer）。但由于地球傾斜軸的歲差运动，在1989年已經移动到金牛座位置。

## 變動
目前的南北迴歸線位置是聯合國教科文組織於1976年第16屆國際天文聯合會確定，它只是一個旨在方便教學和理解之參考值，並非準確地理位置。實際上，受歲差、章動和極移等天文因素影響，南、北迴歸線位置並非固定不變。北迴歸線的緯度範圍：北在北緯24°14′39″，南在北緯22°37′56″，相差约180公里，往復周期約為37,158年。但是也有其他說法例如41000年介於21.5至24.5度間，或者41000年在22.1至24.5度間。目前北迴歸線正每年向南移動大約0.47角秒，約14.4米，約在西元前7281年時到最北點並開始往南移動，在已於2009年北半球夏至日經過週期中點，即23度26分17秒，並繼續南移，直到西元11300年到達最南點時才會再北返。1917年時在23度27分，2045年時在23度26分。因此各地所立的北迴歸線界碑實際上沒有天文意義，但研究北迴歸線的變化週期則具有重要天文、地理和歷史人文意義。
當北迴歸線在現在界線與南界之間時會經過越南、寮國、蘇丹、查德、美國等之陸地。
現在北迴歸線通過之地方：中華人民共和國、中華民國、緬甸、印度、孟加拉、阿曼、阿拉伯聯合大公國、沙烏地阿拉伯、埃及、利比亞、尼日、阿爾及利亞、馬利共和國、茅利塔尼亞、西撒哈拉、巴哈馬、古巴、墨西哥。
當北迴歸線在現在界線與北界之間時會經過日本（石垣島、西表島）、巴基斯坦、卡達等之陸地。

## 北回歸线标志物

### 中華民國
中華民國的北迴歸線標誌有：嘉義縣水上鄉、嘉義縣東石鄉、花蓮縣瑞穗鄉、花蓮縣豐濱鄉、澎湖縣虎井嶼。
另外，臺灣鐵路管理局於嘉義縣北迴歸線通過處設有北回歸線車站為貨運用途，2002年廢站。
北回歸線經過的縣市：澎湖縣、嘉義縣、高雄市、南投縣、花蓮縣、臺東縣。

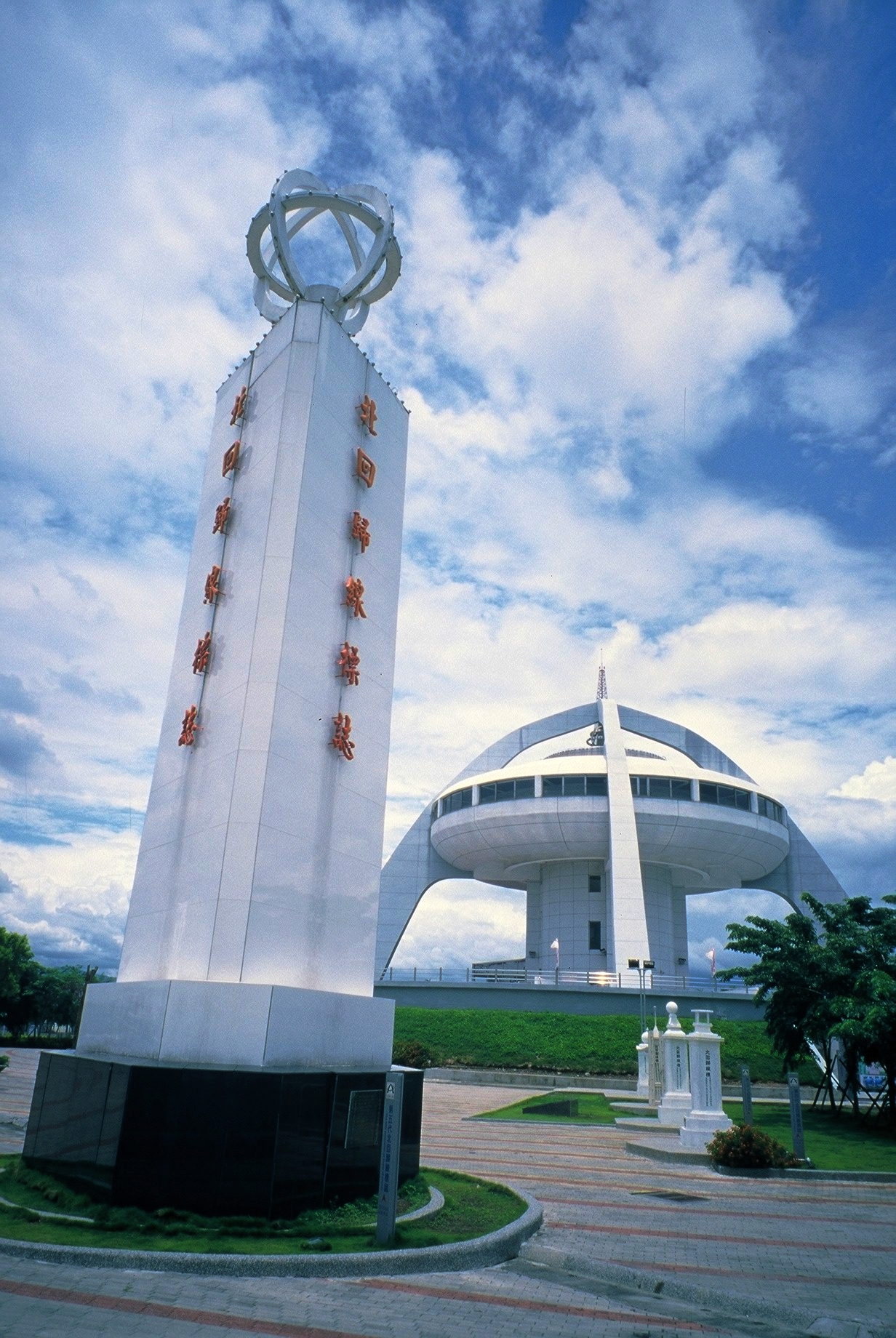
嘉義縣水上鄉下寮的北回歸線公園
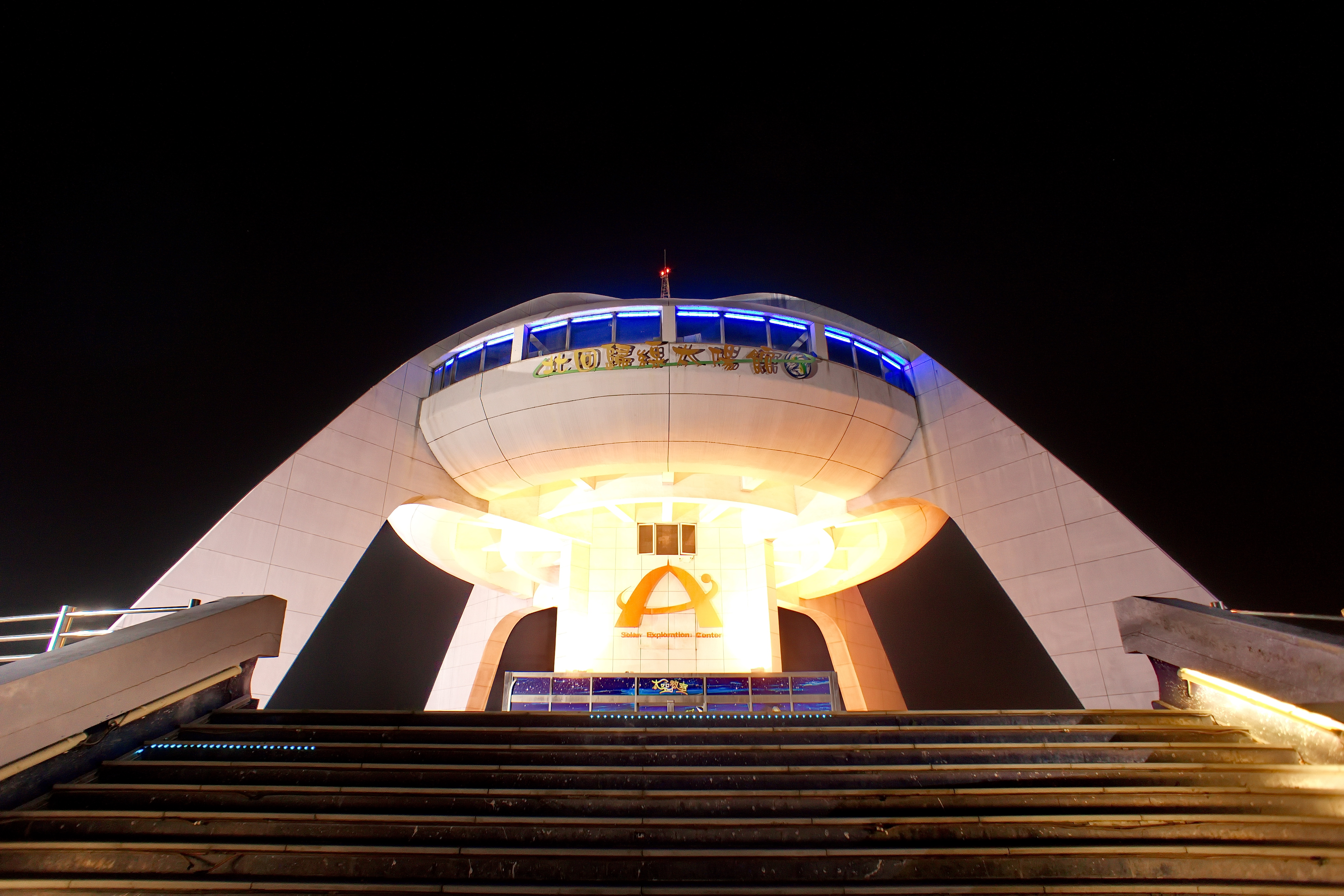
嘉義縣水上鄉北回歸線太陽館
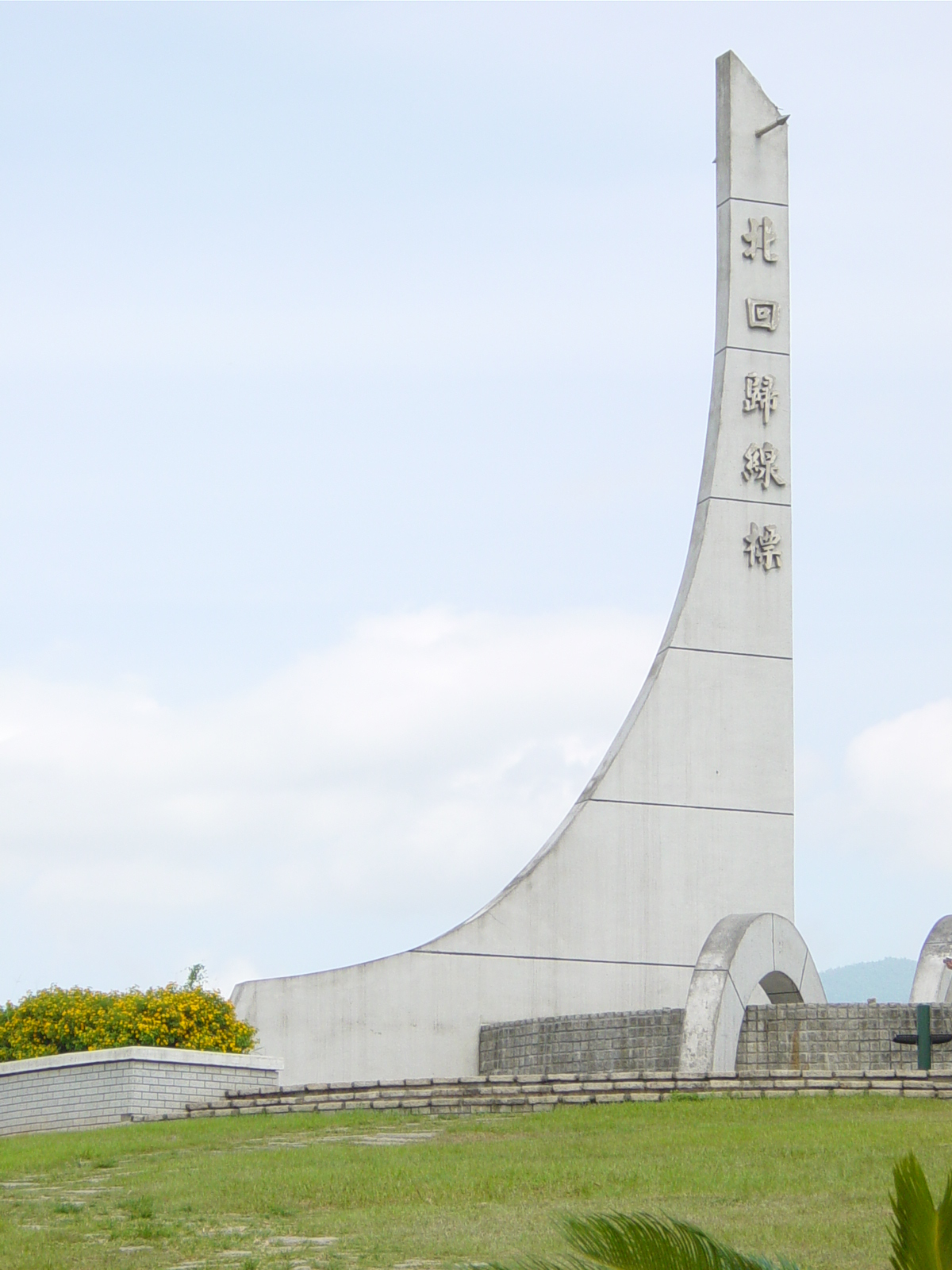
花蓮縣瑞穗鄉舞鶴
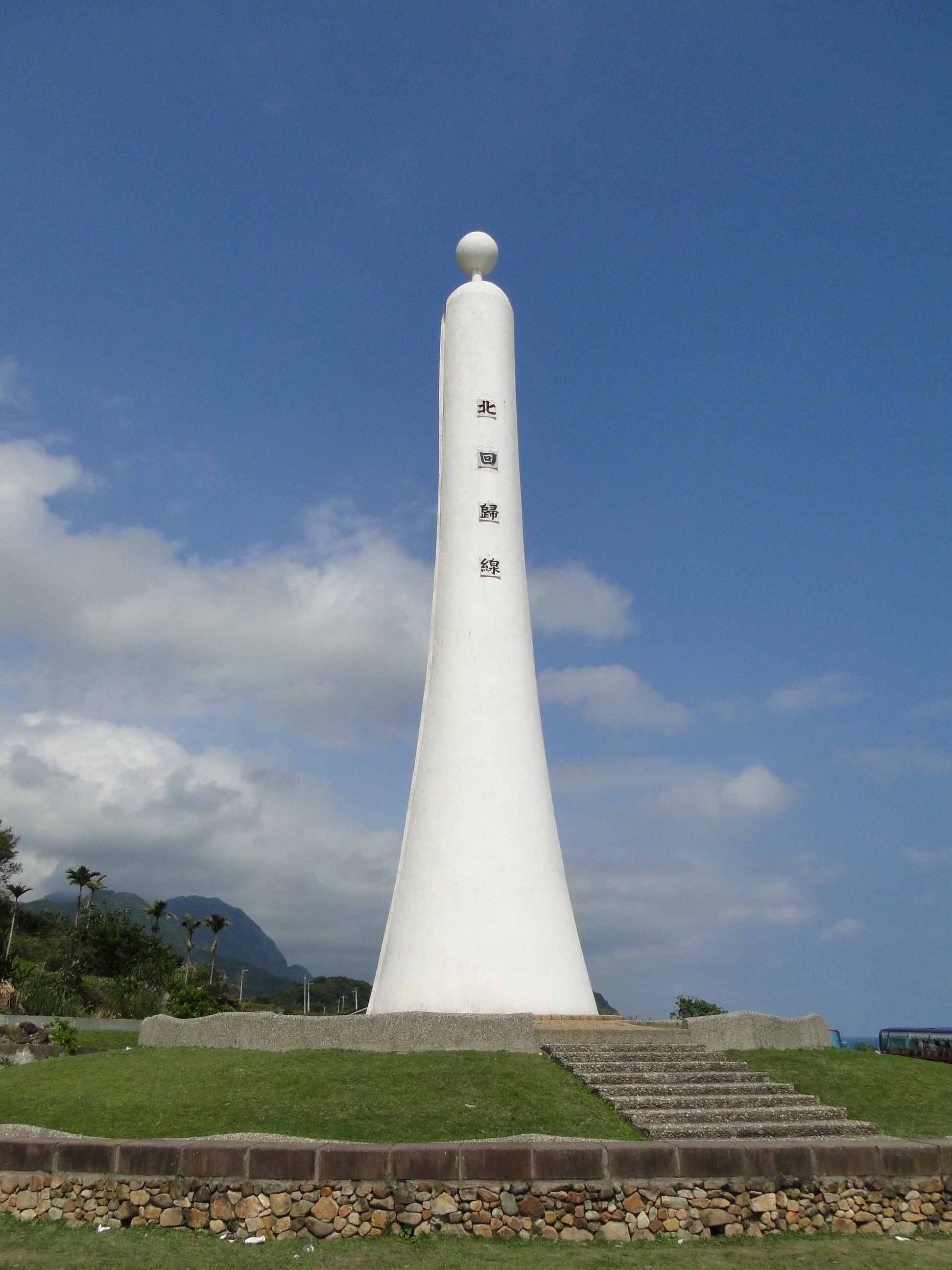
花蓮縣豐濱鄉靜浦

### 中華人民共和國
中華人民共和國在北回归线经过的若干地方建起了标志塔或建筑，自东向西分别为：
- 自然之门、汕头北回归线标志塔（广东省汕頭市）
- 广州北回归线标志塔（广东省广州市从化区）
- 封开北回归线标志塔（广东省封開县）
- 平南北回归线广场（广西壮族自治区贵港市平南县）
- 桂平北回归线标志塔（广西壮族自治区贵港市桂平市）
- 南宁大明山北回归线标志塔（广西壮族自治区南宁市武鸣区）
- 北回归线地球雕塑（云南省文山壮族苗族自治州西畴县）
- 墨江北回归线标志园（雲南省普洱市墨江哈尼族自治縣）

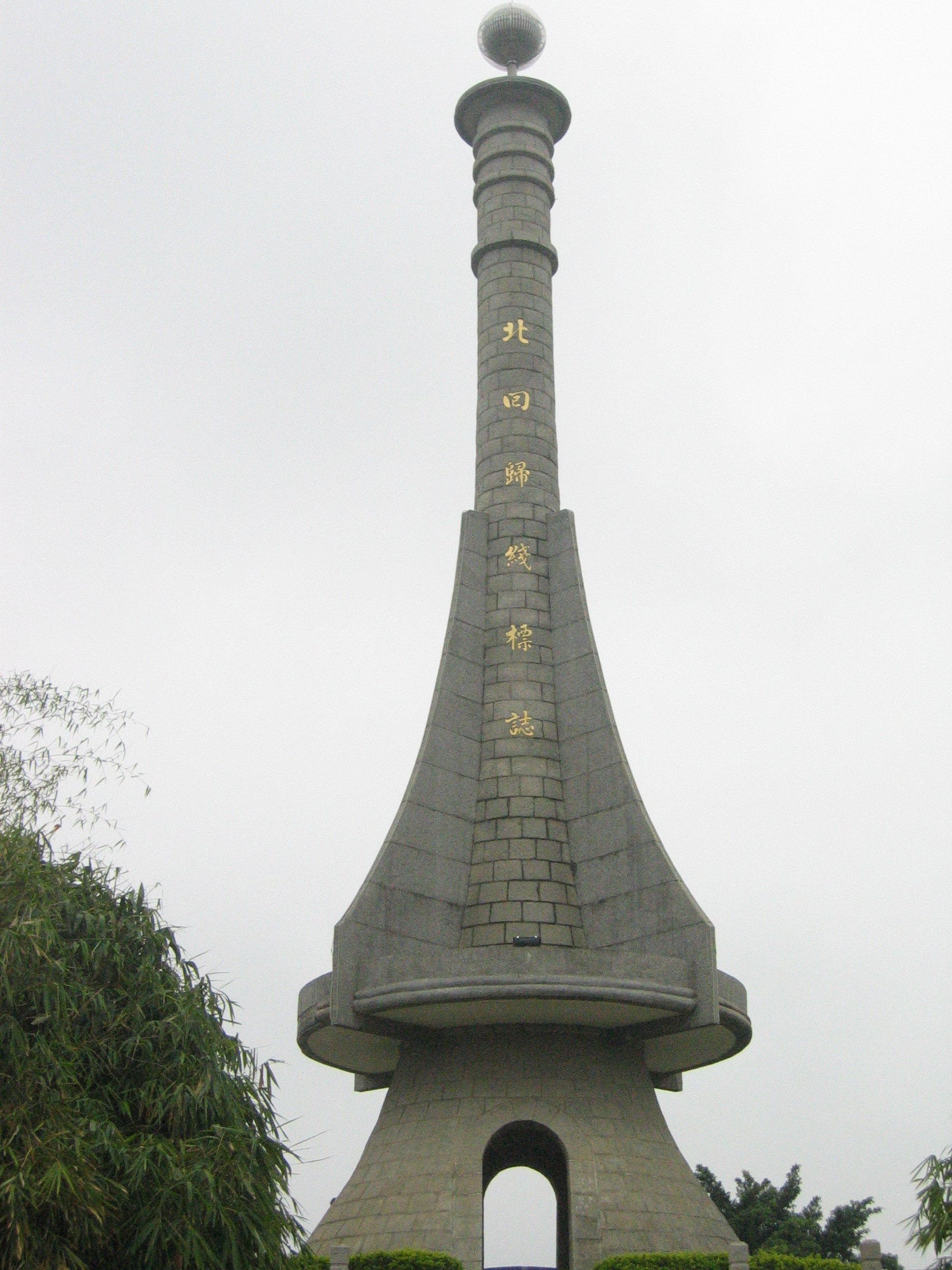
廣東省廣州市从化区

## 靠近北迴歸線的城市
- 中华人民共和国廣州市
- 中华人民共和国汕頭市
- 中华人民共和国梧州市
- 中華民國嘉義市
- 中華民國花蓮縣
- 印度蘭契
- 印度西孟加拉邦
- 達卡市
- 緬甸貴概
- 阿曼馬斯喀特
- 西撒哈拉達克拉
- 古巴哈瓦那
- 墨西哥薩卡特卡斯科斯镇

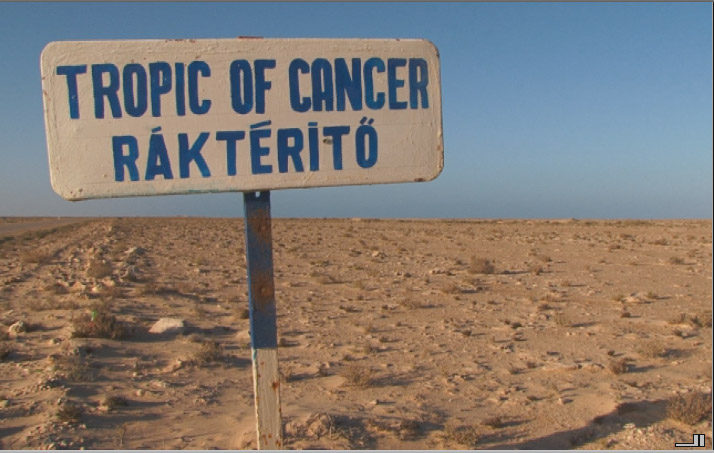
西撒哈拉達克拉市的北迴歸線標示
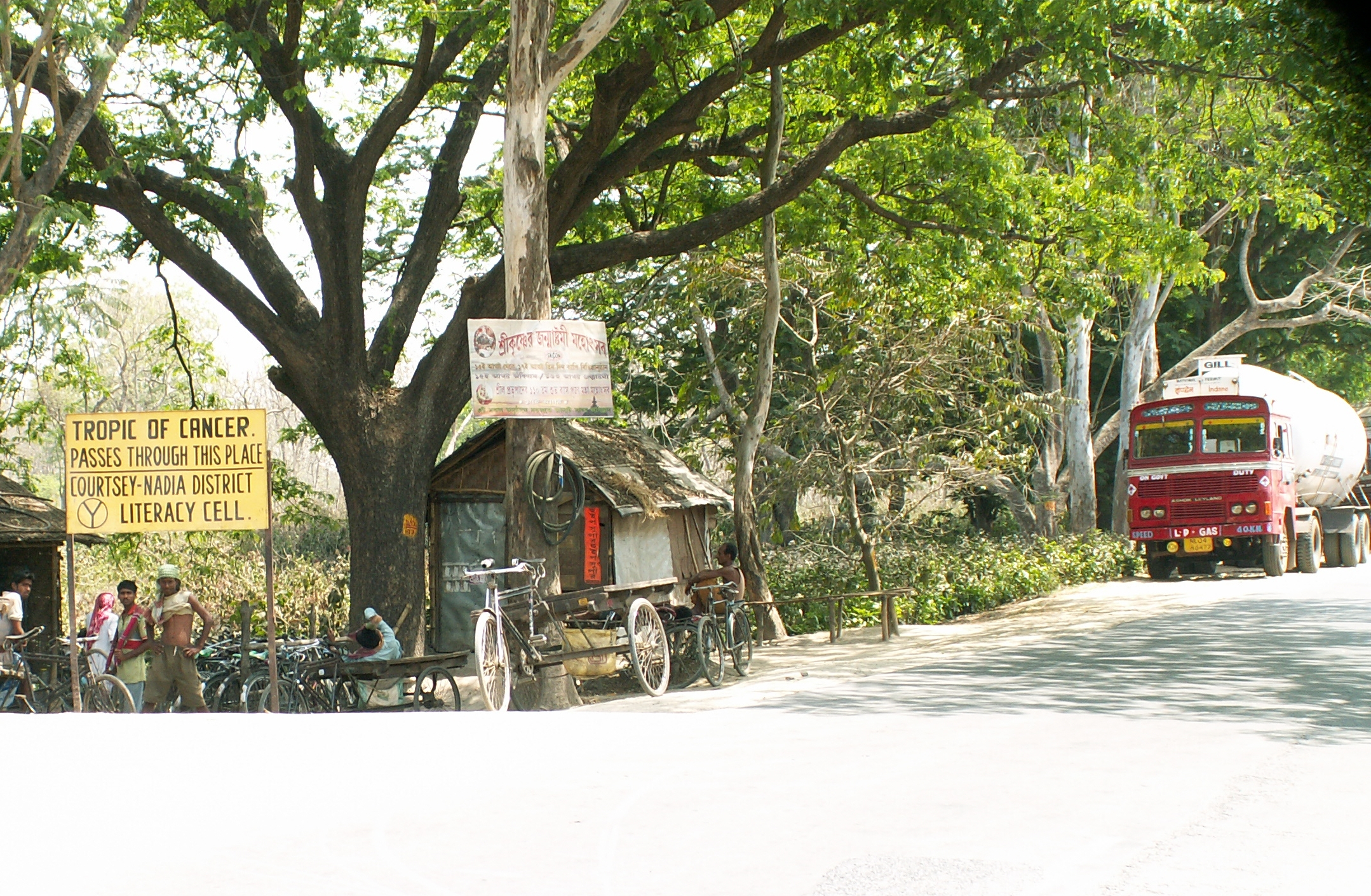
印度西孟加拉邦纳迪亞區的北迴歸线標示
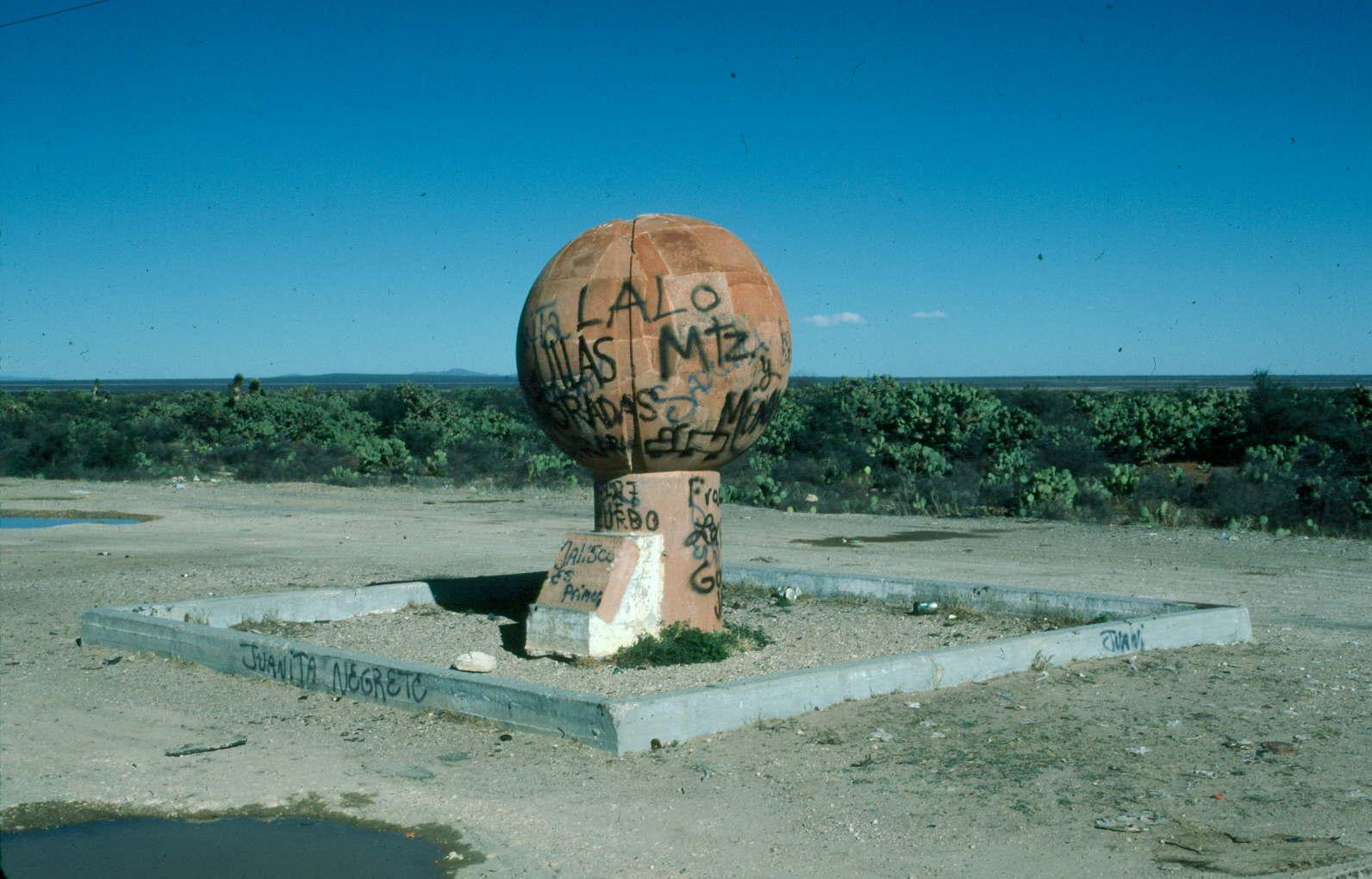
墨西哥薩卡特卡斯科斯鎮東北部的北迴歸線標示塔